# チェコスロバキア貿易銀行

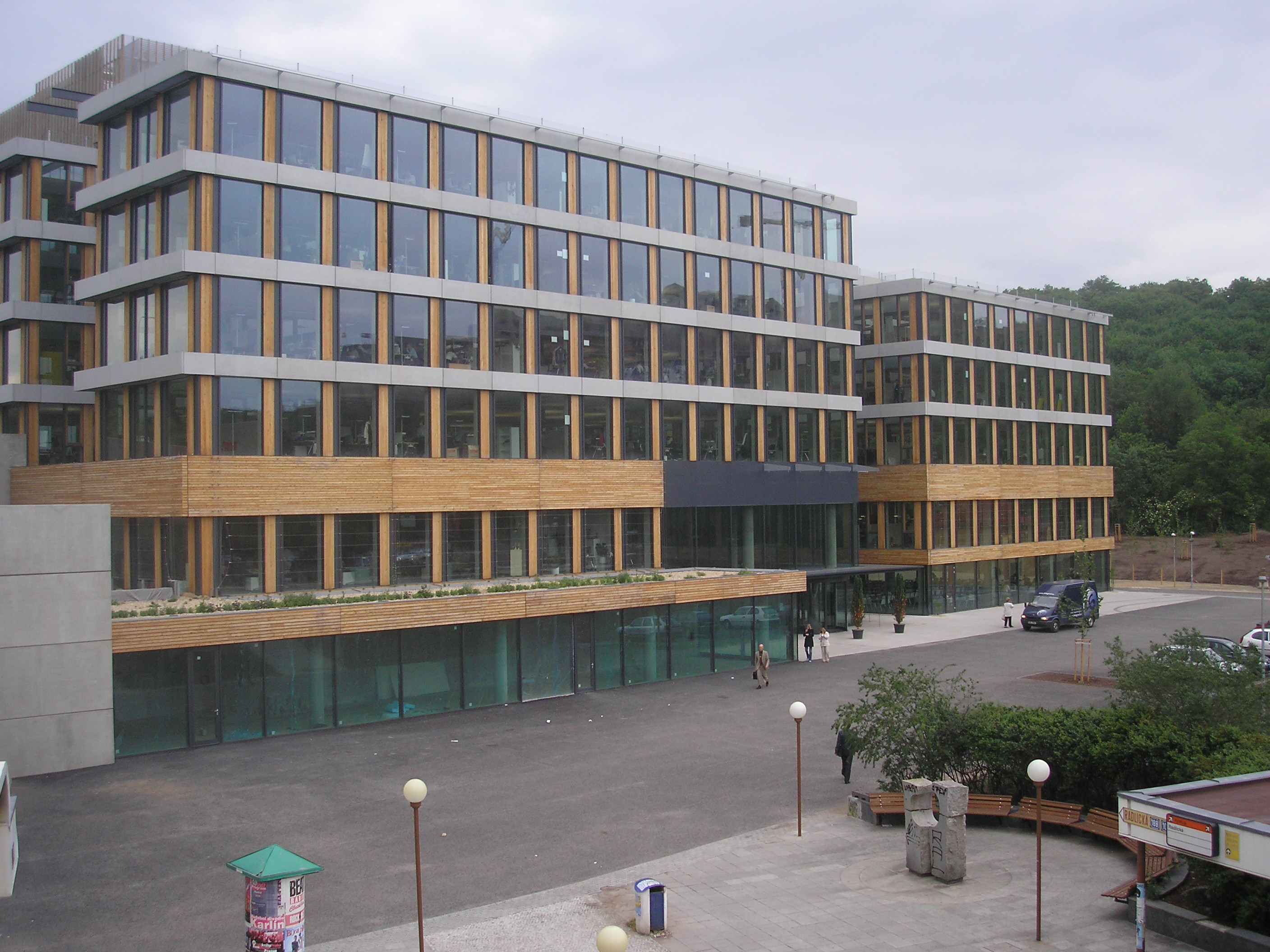
プラハのČeskoslovenskáobchodníbankaの管理棟–ラドリツェ

チェコスロバキア貿易銀行 (Československáobchodníbanka、(ČSOB))はKBCBank NVの完全子会社で、株式はKBC Group NVが（直接的または間接的に）保有。両社はベルギーのブリュッセルに拠点を置く。 チェコ共和国で営業している最大の商業銀行の1つ。 個人や企業に幅広い銀行サービスを提供するユニバーサルバンク。 280のČSOBブランドの支店と3,300のČeskápošta （チェコ郵便会社）の支店をPoštovníspořitelnaというブランド名で運営している。
チェコスロバキア貿易銀行（ČSOB）は、チェコ共和国のユニバーサルバンクで、当時のチェコスロバキア市場での外国貿易金融および兌換通貨運用の分野でサービスを提供するための銀行として、1964年に国によって設立され、1999年に民営化、統合銀行保険グループKBCグループの100％子会社であるKBC銀行が過半数の株主である（2007年以降は唯一の株主）。
2000年6月、ČSOBはInvestičníapoštovníbanka（IPB）銀行を買収。2007年末まで、ČSOBはチェコとスロバキアの市場で活躍。ČSOBのスロバキア支店は2008年1月1日に独立し、法人化。2013年1月1日より、KBCグループはコア市場活動をベルギー、チェコ共和国の3つの事業部門に編成（チェコでのすべてのKBC事業活動を含む）共和国）および国際市場になった。
ČSOBは、すべてのクライアントグループ、小売（個人）だけでなく、SME、企業、機関のクライアントにもサービスを提供。チェコ共和国のリテールバンキングでは、ČSOBは主要な認知ブランドであるČSOB（支店）とPoštovníspořitelna（郵便貯金銀行、チェコポストネットワークの金融センターとアウトレット）で運営されており、ČSOBグループ全体の商品やサービスを含む、幅広い銀行商品やサービスを顧客に提供している。
ČSOBグループは、当行（ČSOB）および当行に関連するエンティティで構成されます。ČSOBの金融グループには、ČSOB（KBC）によって直接的または間接的に管理されているチェコ共和国の戦略的企業が含まれ、金融サービスを提供している。
ČSOBグループ（チェコ共和国ビジネスユニット）の製品ポートフォリオには、標準的な銀行サービスがある。
- 住宅ニーズへの融資（住宅ローンと建物貯蓄貸付）、
- 保険商品、
- 年金基金、
- 集団投資商品と資産管理、
- 専門サービス（リースとファクタリング）、
- 金融市場での株式取引に関連するサービス。

ČSOBグループは、個人金融、家族金融、中小企業金融、企業金融でも、各クライアントと強力で長期的なパートナーシップを構築している。

## 一般情報
| 商号             | Československáobchodníbanka、 |
| 登録事務所       | Radlická333/ 150、プラハ5、郵便番号150 57、チェコ共和国 |
| 法的形態         | 合資会社 |
| 登録             | プラハ市裁判所の商業登記簿、セクションB XXXVI、エントリー46に登録され、さらにチェコ国立銀行によって維持されている規制対象事業体の統一登録簿に登録されており、www.cnbの規制対象および登録済みの金融市場事業体のリストに含まれています。 .cz |
| 登録資本金       | CZK 5,855,000,040（100％支払い済み） |
| 事業活動         | バンク |
| アイディー番号。 | 00001350 |
| 税務登録。番号。 | CZ699000761（VATの場合） |
| 税務登録。番号。 | CZ00001350（その他の税金の場合） |
| 銀行番号         | 0300 |
| 迅速             | CEKOCZPP |
| データボックス   | 8qvdk3s |
| 監督機関         | チェコ国立銀行（CNB）、NaPříkopě28、プラハ1、郵便番号115 03、チェコ共和国 |

## ČSOBグループの戦略とそのビジネスモデル
ČSOBグループは、PEARL文化に牽引され、クライアントを中心に据え、持続可能な成長を実現することで、銀行と保険のリファレンスとなることを目指している。 ČSOBグループには、強力で持続可能なパフォーマンスを提供するという野心があり。この目標を達成するために、経営陣は戦略的選択を継続的に評価し、ČSOBグループの事業ポートフォリオを管理します。主要なリソース（人的資本、公平性、流動性、IT創出能力）は、この野心に最も適した分野に割り当てられます。ČSOBグループは次のことを行う。
- （i）価値創造とサイクル全体のポートフォリオビューに基づいて、市場での地位を確立。
- （ii）簡素化、革新、グループ統合の観点から、またコミュニティと自然に関して、ビジネスに構造的な変更を加える。
- （iii）将来の成功に不可欠な機能を構築（データサイエンスを含む）。
- （iv）バリュークリエーターとして、FinTechsおよびその他の銀行サービスに投資。

ČSOBグループは、高い倫理基準に従って運営されています。私たちの企業の持続可能性と責任は、将来の世代の期待を損なうことなく、現在の期待されるニーズに焦点を当てています。責任ある行動は、長寿、環境責任、起業家精神、金融リテラシーの4つの分野で構成される持続可能性の概念に含まれている。
PEARL文化は、ČSOBグループの事業戦略の基盤です。それは、パフォーマンス、エンパワーメント、説明責任、応答性、ローカル埋め込み性という5つの必須事項によって導かれます。CSOBの人事方針は、公正な報酬、多様性、および柔軟で刺激的な職場環境の創出に焦点を当てる。ČSOBグループはまた、従業員がチームとしてアイデアを開発することを奨励。すべての従業員はチームブルーと呼ばれる1つの大きな家族に属しています。チームブルーは、KBCグループ全体で協力する方法を象徴しており、今日の急速に変化するデジタル世界では非常に有利な「スマートコピー」を奨励している。

## ČSOBグループ
ČSOBグループは、チェコ共和国で最大の金融機関の1つです。 2013年1月1日から、KBCグループの主要な市場活動は、ベルギー、チェコ共和国、国際市場の3つのビジネスユニットに配置されました。
ČSOBグループのメンバーのリスト
| 子会社                            | ČSOBのシェア、 | 説明                         |
| --------------------------------- | -------------- | ---------------------------- |
| Hypotečníbanka、                  | 100 ％         | 住宅ローン銀行               |
| Českomoravskástavebníspořitelna、 | 55 ％          | 住宅金融組合                 |
| パトリアファイナンス、            | 100 ％         | プライムブローカー           |
| ČSOBAssetManagement、as           | 100 ％         | 投資銀行                     |
| ČSOBPenzijníspolečnost、          | 100 ％         | 年金基金                     |
| ČSOBPojišťovna、                  | 0.24 ％        | 保険会社                     |
| ČSOBリース、                      | 100 ％         | チェコ共和国最大のリース会社 |
| ČSOBファクタリング、              | 100 ％         | ファクタリング会社           |
| BurzacennýchpapierovvBratislave、 | 11.77％        | 証券取引所                   |
| トップ-Pojištění.czsro            | 100％          | 保険会社のブローカー         |
| Ušetřeno.cz、sro                  | 100％          |                              |

上記の上場企業を除いて、ČSOBAssetManagement、investičníspolečnost、KBC Asset Management、ČSOB支店はチェコ共和国で運営されている。それらはČSOBグループの一部ではありませんが、それらの製品とサービスはČSOBグループのネットワークによって配布されている。

## 財務データ
| 年                | 2010          | 2011          | 2012          | 2013          | 2014          | 2015          | 2016     | 2017     | 2018     |
| ----------------- | ------------- | ------------- | ------------- | ------------- | ------------- | ------------- | -------- | -------- | -------- |
| 純利益            | 13.471        | 11.172        | 15.291        | 13.658        | 13.604        | 14.010        | 15.141   | 17.517   | 15.757   |
| 総資産            | 885.055       | 936.593       | 937.174       | 962.954       | 865.639       | 956.325       | 1085.527 | 1315.590 | 1378.038 |
| クライアント、mln | 3.078（銀行） | 3.096（銀行） | 3.054（銀行） | 2.947（銀行） | 2.855（銀行） | 2.831（銀行） | 3.672    | 3.668    | 3.635    |

## 本部
- Československáobchodníbanka、as、Radlická333/ 150、150 57プラハ、チェコ共和国
- Československáobchodnábanka、as、Michalská18、815 63 Bratislava 、Slovakia